# Dani Jatom
Dani Jatom (hebr.: דני יתום, ur. 15 marca 1945) – izraelski polityk i żołnierz, były członek Knesetu z Partii Pracy. Dyrektor Mosadu w latach 1996–1998.
Był również zastępcą dowódcy elitarnej jednostki piechoty Sajjeret Matkal oraz doradcą ds. bezpieczeństwa premiera Ehuda Baraka. Ukończył matematykę, fizykę i informatykę na Uniwersytecie Hebrajskim w Jerozolimie. Był m.in. prezesem instytutu studiów strategicznych w koledżu w Netanji.
Jest żonaty, ma piątkę dzieci.